# José Carlos Fernández (football, 1971)
Pour les articles homonymes, voir José Carlos Fernández (homonymie).
José Carlos Fernández González (né le 24 janvier 1971 à Santa Cruz de la Sierra en Bolivie) est un joueur de football international bolivien, qui évoluait au poste de gardien de but.

## Biographie

### Carrière en sélection
Avec l'équipe de Bolivie, il dispute 25 matchs (pour aucun but inscrit) entre 1998 et 2004. Il figure notamment dans le groupe des sélectionnés lors des Copa América de 1999 et de 2004.
Il joue également la Coupe des confédérations de 1999.